# معركة نهر طلاس
معركة نهر طلاس وفي بعض المصادر معركة طراز (بالصينية:怛罗斯之战) وقعت في شهر ذي الحجة من عام 133 هـ الموافق لشهر يوليو من عام 751 م. في إطار الفتوح الإسلامية بآسيا، وفيها أوقع المسلمون هزيمة ساحقة بالجيش الصيني، لكن النصر الإسلامي تم بكلفة كبيرة وضعت حدًا للفتوح الإسلامية شرقًا. كانت أكثر المعارك الإسلامية توغلا في قلب آسيا.
كان الأكثر أهمية في هذه المعركة هو أسر بعض صناع الورق الصينيين، ومنهم انتقل سر صناعة الورق إلى بغداد ودمشق ، ثم الأندلس ومنها إلى أوروبا وسائر العالم.

## الجبهة الإسلامية
أدى وصول العباسيين إلي سدة الخلافة إلي استقرار الدولة الإسلامية وبالتالي التفكير في تأمين حدودها، فأرسل الخليفة أبو جعفر المنصور الي أبو مسلم واليه علي خراسان بالتحضير بحملة لاستعادة هيبة المسلمين في تركستان (أي آسيا الوسطي) فقام أبو مسلم بتجهيز جيش زحف به إلي مدينة «مرو» وهناك وصلته قوات دعم من إقليم طخارستان -يقع هذا الإقليم في أفغانستان- وسار أبو مسلم بهذا الجيش إلى سمرقند وانضم بقواته مع قوات زياد بن صالح الحارثي الوالي السابق للكوفة، وتولي زياد قيادة الجيش.

## الجبهة الصينية
شد الصينيون 30 ألف مقاتل طبقا للمصادر الصينية و100 ألف مقاتل طبقا للمصادر العربية، وكان قاو شيان جه على رأس الجيش الصيني، وفي شهر ذي الحجة من عام 133 هـ الموافق لشهر يوليو من عام 751 م. اشتبكت الجيوش الصينية مع الجيوش الإسلامية بالقرب من مدينة طلاس أو طرار والتي تقع علي نهر الطلاس بجمهورية قرغيزيا.

## أحداث المعركة
اشتبكت الجيوش الإسلامية مع الجيوش الصينية، وحاصر فرسان المسلمين الجيش الصيني بالكامل وأطبق عليه الخناق مما أدي الي سقوط الآف القتلي من الجانب الصيني، وهرب قاو شيان جه من المعركة بعد أن خسر زهرة جنده، اما عن زياد بن صالح فقد أرسل الاسرى وكانوا 20 ألف إلى بغداد وتم بيعهم في سوق الرقيق.

## أهمية المعركة
ترجع أهمية المعركة في أنها كانت أول وأخر صدام عسكري حدث بين المسلمين والصينيين، كما انها أنهت نفوذ الصين في آسيا الوسطي -بعد ان سقطت قرغيزيا في ايدي المسلمين- حيث تم صبغ تلك المنطقة (اسيا الوسطي) بصبغة اسلامية بعد أن اسلم أكثر قبائلها وغدت مناطق اشعاع اسلامي وحضاري وانجبت علماء مسلمين عظام كالامام البخاري والترمذي وغيرهم كما انها ادت الي وصول الورق الصيني الي دول الشرق الإسلامي بعد ان أسر المسلمين عدد كبير من صناع الورق الصينيين، ونقلهم الي بغداد.